# Hyde (Neuseeland)

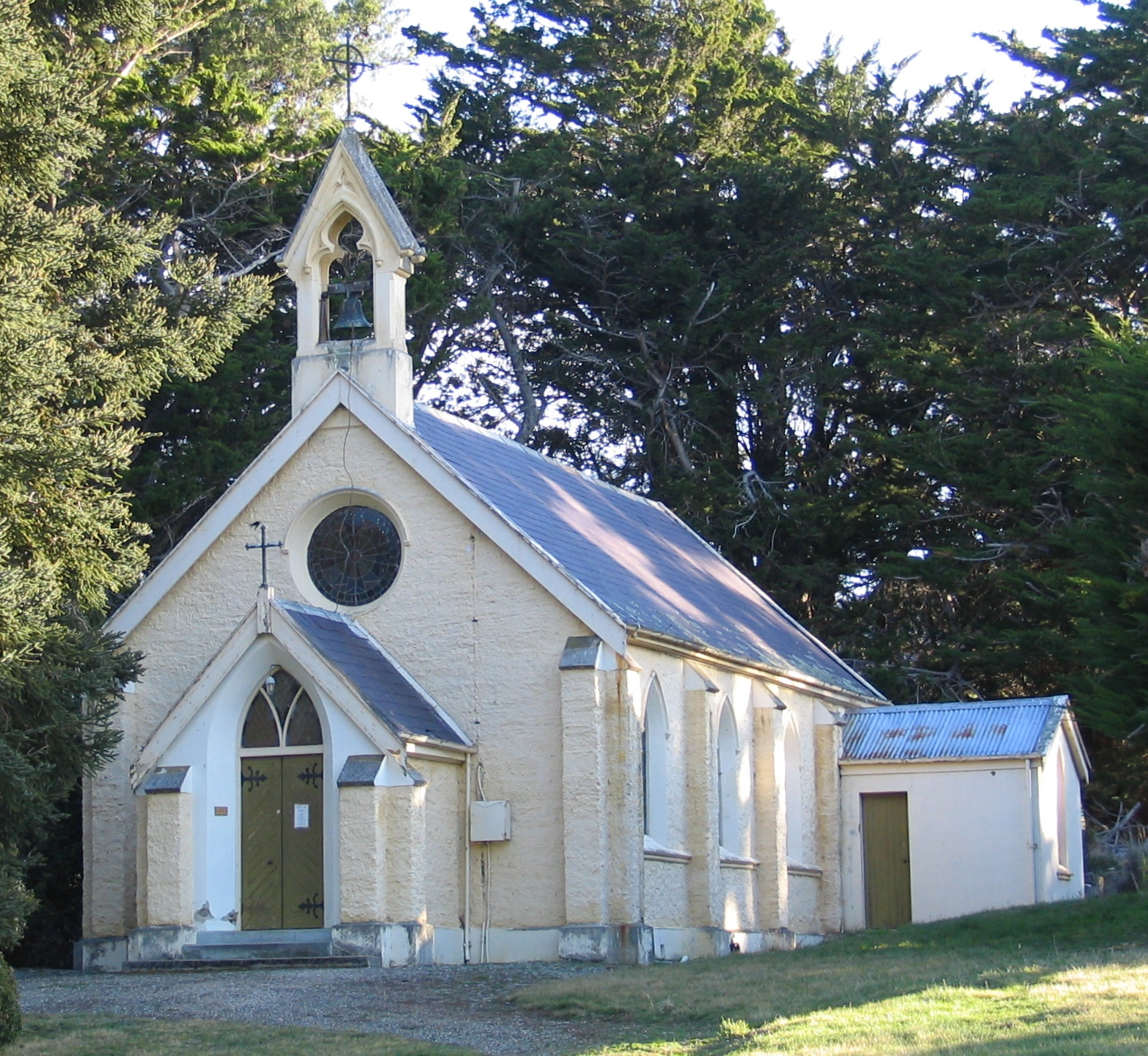
Catholic Church of the Sacred Heart of Jesus

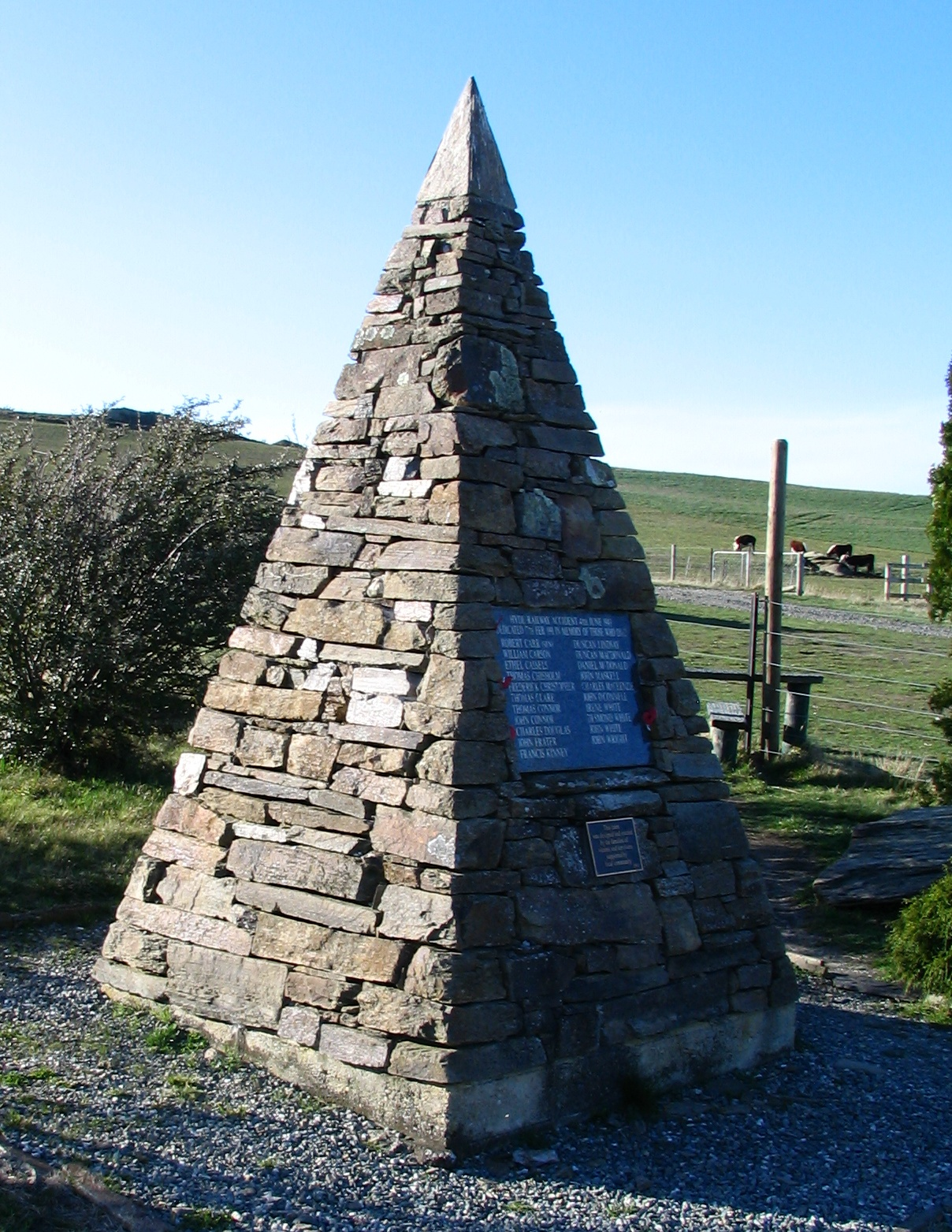
Gedenkstein für das Eisenbahnunglück von 1943

Hyde ist eine kleine Siedlung im Stadtgebiet von Dunedin auf der Südinsel von Neuseeland. Im Jahre 1943 war Hyde der Ort des bislang zweitschwersten Eisenbahnunglücks in der Geschichte des Landes.

## Geografie
Hyde befindet sich rund 68 km nordnordwestlich vom Stadtzentrum von Dunedin entfernt, gehört aber zum nördlichsten Teil des Stadtgebietes. Die Siedlung liegt am Taieri River in der Ebene Strath Taieri, nahe dem nördlichen Endes der Bergkette Rock and Pillar Range.
Der New Zealand State Highway 87 verbindet die Siedlung mit Middlemarch und Mosgiel im Süden und über einen späteren Abzweig auf den State Highway 85 (der auch The Pigroot genannt wird) mit Ranfurly im Norden. Alexandra befindet sich im Westen, Palmerston in östlicher Richtung.

## Geschichte
Die ersten Ansiedlungen in Hyde erfolgten im Zuge des Goldrausches in Otago in den 1860er Jahren. Zunächst hieß die Ortschaft Eight Mile aufgrund ihrer Entfernung zu den Goldfeldern und wurde später zu Ehren des Superintendenten der Provinz Otago und zweiten Bürgermeisters von Dunedin, John Hyde Harris (* 1826; † 1886), in Hyde umbenannt.
Als die Siedlung 1894 an die Eisenbahnlinie Otago Central Railway angeschlossen wurde, wuchsen Einwohnerzahl und Infrastruktur stark an. So gab es mehrere Hotels, ein Gerichtsgebäude, eine Schule, eine Kirche und zahlreiche Geschäfte, in denen Schmiede, Metzger, Bäcker, Sattler und Steinmetze ihre Dienste anboten. Doch als der Goldrausch vorüber war, verlor auch Hyde seine Bedeutung.
Am 4. Juni 1943 entgleiste bei Hyde ein Zug, den der unter Alkoholeinfluss stehende Lokomotivführer mit mehr als der doppelten zulässigen Geschwindigkeit durch eine Kurve fuhr. 21 Menschen starben, 47 wurden zum Teil schwer verletzt. Im Februar 1991 wurde nahe der Unglücksstelle ein 2,5 Meter hohes Steindenkmal für die Opfer errichtet. Eine kleine Ausstellung zum Unfall findet sich außerdem im Bahnhof von Ranfurly.

## Bevölkerung
Zum Zensus des Jahres 2013 zählte die Siedlung 75 Einwohner, 20 % mehr als zur Volkszählung im Jahr 2006.

## Die Siedlung heute
Als der Betrieb des Otago Central Railway im April 1990 eingestellt und der Streckenabschnitt bis Middlemarch zurückgebaut wurde, verlor Hyde seine Anbindung an das neuseeländische Schienennetz. Trotzdem hat noch eine große Transportfirma ihren Hauptsitz in Hyde, ein Schiefersteinbruch befindet sich zudem ganz in der Nähe.
Es zeugt nicht mehr viel von der ehemaligen Bedeutung des Ortes. Geblieben sind ein ehemaliges Schulgebäude, die Catholic Church of the Sacred Heart of Jesus und ein Kriegerdenkmal in Erinnerung an die Einwohner, die aus den beiden Weltkriegen nicht mehr zurückgekehrt sind. Die einzige Straße neben dem State Highway wurde nach Michael Prendergast benannt, einem der ersten Siedler in der Gegend.
Für den Tourismus ist die Siedlung dank des Otago Central Rail Trail von Bedeutung geblieben. Der Wanderweg, der auch mit dem Fahrrad oder Pferd genutzt werden kann, schließt sich an den von Dunedin noch bis Middlemarch verkehrenden Museumszug Taieri Gorge Railway an und verläuft auf der ehemaligen Trasse des Otago Central Railway bis Clyde. Der erste Teilabschnitt bis Hyde wurde bereits im November 1995 eröffnet, der Rest der Strecke im Februar 2000 freigegeben.
Der Umstand, dass man von Hyde aus einen Ausflug zur historischen Goldgräbersiedlung Macraes Flat und der größten, noch in Betrieb befindlichen Goldmine von Neuseeland, der Macraes Gold Mine unternehmen kann, hat das Otago Central Hotel, das letzte der alten Hotels im Ort, vor der Schließung bewahrt.